# Coromata Alta
Coromata Alta ist eine Streusiedlung im Departamento La Paz im südamerikanischen Andenstaat Bolivien.

## Lage im Nahraum
Coromata Alta ist der zweitgrößte Ort des Kanton Huarina im Municipio Huarina in der Provinz Omasuyos. Die Ortschaft liegt auf einer Höhe von 3991 m am linken, südlichen Ufer des Río Keka Jahuira, der von den Hängen der Cordillera Real in südwestlicher Richtung in die Ebene von Achacachi fließt und in den Golf von Achacachi mündet.

## Geographie
Coromata Alta liegt auf dem bolivianischen Altiplano im Becken des Titicacasees, zwischen den Anden-Gebirgsketten der Cordillera Occidental im Westen und der Cordillera Central im Osten. Das Klima in der Region leitet sich ab aus der Höhenlage auf dem Altiplano und der Nähe zur großen Wasserfläche des Titicacasees, der die Temperaturschwankungen abmildert. Bedingt durch die Höhenlage und über weite Strecken des Jahres geringe Bewölkung herrscht in der Region ein typisches Tageszeitenklima, bei dem die mittleren Temperaturschwankungen im Tagesverlauf deutlicher ausfallen als im Ablauf der Jahreszeiten.
Die Jahresdurchschnittstemperatur liegt bei 11 °C (siehe Klimadiagramm Achacachi), wobei der Monatsdurchschnitt im kältesten Monat (Juli) mit 8 °C nur wenig von den wärmsten Monat (November bis März) mit 12 °C abweicht. Das Klima ist arid von Juni bis August mit nur sporadischen Niederschlägen, und es ist humid in den Sommermonaten, vor allem von Dezember bis März, mit Monatsniederschlägen von teilweise mehr als 100 mm. Der Jahresniederschlag liegt bei etwa 600 mm.

## Verkehrsnetz
Coromata Alta liegt in einer Entfernung von 72 Straßenkilometern nordwestlich von La Paz, der Hauptstadt des gleichnamigen Departamentos.
Von La Paz führt die Nationalstraße Ruta 2 über El Alto und Villa Vilaque in nordwestlicher Richtung bis Patamanta und Palcoco. Drei Kilometer hinter Palcoco zweigt eine unbefestigte Landstraße nach Norden ab und erreicht nach zwölf Kilometern Peñas und nach weiteren vierzehn Kilometern Coromata Alta.

## Bevölkerung
Die Einwohnerzahl der Ortschaft ist im vergangenen Jahrzehnt nahezu unverändert geblieben:
| Jahr | Einwohner         | Quelle       |
| ---- | ----------------- | ------------ |
| 1992 | keine Detaildaten | Volkszählung |
| 2001 | 495               | Volkszählung |
| 2012 | 462               | Volkszählung |
| 2024 |                   | Volkszählung |

Die Bevölkerung der Region gehört vor allem dem indigenen Volk der Aymara an. Bei der Volkszählung 2012 hatte der Kanton Huarina 7.162 Einwohner.